# Ведьмы (книга)
«Ведьмы» (англ. The Witches) ― детский роман, написанный в жанре тёмное фэнтези британским писателем Роальдом Далем. Действие происходит в Норвегии и Англии. В нем рассказывается о жизни мальчика и его бабушки в мире, где в каждой стране существуют тайные общества ведьм, которые ненавидят детей. Ведьмами правит чрезвычайно злобная и могущественная Великая ведьма мира. Она отправляется в Англию, чтобы организовать свой план по превращению всех детей в мышей.
Роман был первоначально опубликован в 1983 году Джонатаном Кейпом в Лондоне с иллюстрациями Квентина Блейка. Книга была адаптирована в виде сокращенной аудио-версии Линн Редгрейв, а также пьесы и двухсерийной радиопередачи для Би-би-си. В 1990 году она была адаптирована на экране в виде одноименного фильма режиссера Николаса Рога, с Анжеликой Хьюстон и Роуэном Аткинсоном в главных ролях. В 2008 году была исполнена опера. В 2020 году на экране вышла очередная экранизация режиссера Роберта Земекиса с Энн Хэтэуэй в главной роли.

## Сюжет
Это рассказ от первого лица семилетнего мальчика из Англии, который переезжает жить к своей бабушке в Норвегию после того, как его родители погибли в трагической автомобильной аварии. Мальчик любит слушать истории своей бабушки, но особенно его восхищают истории о реальных ведьмах, которые, по ее словам, стремятся убить всех детей. Бабушка является бывшей охотницей на ведьм. Она рассказывает ему как их распознать. Настоящая ведьма выглядит в точности как обычная женщина, но есть способы определить ее подлинную сущность. У настоящих ведьм вместо ногтей когти, которые они прячут, надевая перчатки. Они часто покрываются сыпью от того, что носят парики, так как на самом деле лысые. У них квадратные ноги без пальцев, которые они прячут, надевая неудобные остроносые туфли. Их глаза меняют цвет. У них голубая слюна, которую они используют в качестве чернил, а большие ноздри позволяют им вынюхивать детей. Для ведьмы ребенок пахнет свежим собачьим помётом. Чем грязнее ребенок, тем меньше вероятность, что она почувствует его запах.
Согласно воле родителей, указанной в завещании, мальчик и бабушка возвращаются в Англию, где он родился и учился в школе. Там находится дом, который он унаследовал. Однако, бабушка предупреждает внука, чтобы он всегда был начеку, так как английские ведьмы, как известно, являются одними из самых злобных в мире. Они превращают детей в отвратительных существ. Она рассказывает, что ведьмы разных стран имеют свои обычаи и им не разрешается общаться друг с другом. Она также рассказывает ему о таинственной Великой ведьме мира, которая является лидером всех ведьм и каждый год посещает собрание в каждой стране.
Однажды, играя в своем домике на дереве мальчик видит странную женщину в черном, смотрящую на него с жуткой улыбкой. Он быстро понимает, что она ведьма. Когда ведьма предлагает ему посмотреть на свою змею, чтобы привлечь его, он отказывается и прячется от нее на дереве, пока бабушка не приходит за ним. Этот случай убеждает их быть особенно осторожными. Теперь мальчик тщательно изучает всех женщин, чтобы определить, могут ли они быть ведьмами.
Бабушка заболевает пневмонией, врач приказывает ей отменить запланированный отпуск в Норвегии. Вместо этого они с внуком едут в роскошный отель в Борнмуте на южном побережье Англии. Мальчик дрессирует своих домашних мышей, Уильяма и Мэри, подаренных ему бабушкой в качестве утешения после потери родителей в бальном зале отеля, когда «Королевское общество по предотвращению жестокого обращения с детьми» устраивает ежегодное собрание. Когда одна из членов общества залезает под волосы, чтобы почесать голову рукой в перчатке, мальчик понимает, что это ежегодное собрание английских ведьм.
Молодая женщина выходит на сцену и снимает маску. Она оказывается Великой ведьмой мира и выражает недовольство тем, что английские ведьмы не смогли уничтожить достаточное количество детей. Она требует, чтобы они уничтожили их всех до следующего собрания. Великая ведьма мира раскрывает свой план: все английские ведьмы должны покупать сладости в магазинах (на фальшивые деньги, напечатанные ею с помощью волшебной машины для зарабатывания денег) и раздавать бесплатные сладости и шоколад, сдобренные каплей ее последнего творения ― Формулы 86 замедленного действия, волшебного зелья, которое превращает каждого человека в мышь в установленное время. Цель состоит в том, чтобы учителя и родители детей невольно убивали детей, тем самым выполняя грязную работу ведьм, чтобы никто никогда не нашел их и не догадался, что это их рук дело.
Чтобы продемонстрировать эффективность формулы, Великая ведьма мира приводит ребенка по имени Бруно Дженкинс, богатого и жадного мальчика, которого заманили в конференц-зал обещанием бесплатного шоколада. Она рассказывает, что накануне обманом заставила Бруно съесть плитку шоколада с добавлением формулы и включила будильник. Зелье вступает в силу, превращая Бруно в мышь перед собравшимися ведьмами. Вскоре после этого ведьмы обнаруживают присутствие рассказчика и загоняют его в угол. Затем Великая ведьма мира вливает ему в горло целую бутылку Формулы 86 и передозировка мгновенно превращает его в мышь. Однако, преображенный ребенок сохраняет свои чувства, личность и даже голос. Выследив Бруно, преображенный мальчик возвращается в гостиничный номер своей бабушки и рассказывает ей о том, что он узнал. Он предлагает ей подсыпать зелье в вечернюю трапезу ведьм. Ему с трудом удается заполучить бутылку с зельем из комнаты Великой ведьмы мира.
После того, как попытка вернуть Бруно родителям проваливается, в основном из-за страха миссис Дженкинс перед мышами, бабушка отводит Бруно и рассказчика в столовую. Рассказчик входит на кухню, где наливает зелье в суп из зеленого горошка, предназначенный для ужина ведьм. На обратном пути из кухни повар замечает рассказчика и отрубает часть его хвоста разделочным ножом, прежде чем ему удается убежать обратно к бабушке. Все ведьмы превращаются в мышей в течение нескольких минут. Персонал отеля и гости впадают в панику и убивают Великую ведьму мира и всех остальных ведьм.
Вернувшись домой, мальчик и его бабушка разрабатывают план избавления мира от ведьм. Они отправятся в норвежский замок Великой ведьмы мира и с помощью зелья превращают ее преемницу и помощников в мышей, а затем выпускают кошек, чтобы уничтожить их. Используя машину для зарабатывания денег Великой ведьмы мира и информацию о ведьмах в разных странах, они попытаются искоренить их повсюду. Бабушка сообщает внуку, что он, вероятно, проживет в образе мыши еще около девяти лет, но он не возражает, так как не хочет пережить свою бабушку (ей 86 лет), так как он не хотел бы, чтобы кто-то еще заботился о нем. Оставшееся им время они намерены посвятить борьбе с ведьмами, чтобы защитить других людей и их детей.

## Происхождение
Даль писал роман, основываясь на своих собственных детских впечатлениях. Прототипом бабушки стала его мать, Софи Даль. Автор был «вполне удовлетворен» своей работой. Даль работал над романом совместно с редактором Стивеном Роксбургом. Советы Роксбурга помогли улучшить сюжет и усовершенствовать персонажей. Вскоре после публикации роман получил комплименты за иллюстрации, сделанные Квентином Блейком.

## Прием
В 2012 году роман занял 81-е место в опросе «Детские романы всех времен», опубликованном журналом School Library Journal, ежемесячным изданием с преимущественно американской аудиторией. Это была третья из четырех книг Даля, которая вошла в Топ-100, больше, чем у любого другого писателя. В ноябре 2019 года канал Би-би-си включил роман в свой список «100 самых влиятельных романов».
Роман был запрещен некоторыми библиотеками из-за предполагаемой мизогинии. Он фигурирует в списке «100 наиболее противоречивых книг» Американской библиотечной ассоциацией с 1990 по 1999 год под номером 22. Некоторые критики считают книгу сексистской, при этом один из них утверждает, что книга учит маленьких мальчиков ненавидеть женщин. Один из критиков посчитал его «маловероятным источником вдохновения для феминисток».
Также были подняты вопросы о кульминации книги. Некоторые критики предположили, что она может мотивировать самоубийство у детей, поясняя, что они могут избежать взросления с помощью ранней смерти.

## Адаптации

### «Ведьмы» (1990)
В 1990 году на экраны вышла картина «Ведьмы» с Анжеликой Хьюстон и Роуэном Аткинсоном в главных ролях. В фильме мальчик является американцем по имени Люк Ившим, его бабушку зовут Хельга Ившим, а Великую ведьму мира зовут Эванджелина Эрнст.
Самое заметное отличие от книги заключается в том, что в конце истории мальчик возвращается в человеческий облик, благодаря помощнице Великой ведьмы мира (персонаж, которого нет в книге). Даль расценил фильм как «совершенно ужасный».

### Аудио-версия
В 2008 году канал Би-би-си транслировал двухсерийную аудио-версию романа режиссера Клэр Гроув. В актерский состав вошли Маргарет Тайзак, Тоби Джонс, Райан Уотсон, Джордан Кларк и Аманда Лоуренс.

### Опера
Книга была адаптирована в оперу норвежским композитором Маркусом Паусом и его отцом Оле Паусом, который написал либретто. Премьера состоялась в 2008 году.

### Ведьмы (2020)
Еще одна экранизация режиссера Роберта Земекиса, была выпущена 22 октября 2020 года на канале HBO Max после того, как премьера была перенесена из-за пандемии COVID-19. Наиболее заметным отличием от книги является то, что эта действие фильма происходит в 1968 году в Алабаме, а главный герой ― афроамериканский мальчик, которого зовут Мальчик-герой. В конце фильма он остается мышью, как и в книге. 